# Njem (Volk)
Die Njem (auch Njyem oder Ndjem) sind eine Volksgruppe, die in der Regenwaldzone des südlichen Kamerun und des nördlichen Kongo leben.  Insgesamt gibt es 7.000 Njem.
Im Kamerun leben die Njyem entlang der Straße, die südlich von Lomié anfängt, das Regierungszentrum von Ngoyla passiert und südlich bis nach Djadom geht. Von dort reichen Fußpfade bis nach Souanke im Nordkongo. Ihr Territorium liegt südlich des Nzime-Volkes und nördlich der Bekwel, beide sind mit den Njem verwandte Völker. Ngoyla ist das größte Njyem-zentrum. Souanke ist gleichfalls wichtig, aber ist ein Zentrum, das mit den Bekwel geteilt wird. Sie sprechen Njyem ("NJY"), eine der Makaa–Njyem-Bantusprachen.
Sie sind überwiegend Christen, nur noch wenige haben ihre traditionelle Religion behalten.